# 劉景先
劉景先（7世紀—690年11月29日），本名劉齊賢，唐朝官员，在唐高宗晚年和武后（武则天）为唐中宗、唐睿宗摄政期间担任宰相。684年，他为被指谋反的宰相裴炎辩护，得罪武后，被捕遭贬。689年，他再次被捕，自缢而亡。

## 家庭背景
劉齊賢出自广平刘氏，是汉景帝之子赵敬肃王刘彭祖的后裔，他的祖父劉林甫在唐高祖、唐太宗年间历任内史舍人、中书侍郎、吏部侍郎，封乐平男，爵位由他的父亲劉祥道继承。劉祥道在高宗年间任宰相，封广平郡公。劉祥道于666年去世后，劉齊賢继承了广平郡公的爵位。

## 唐高宗年间
刘齐贤起初任侍御史，后来任晋州司马。高宗听闻他方正，很礼敬他。一次，将军史興宗随高宗狩猎时说，晋州的鹞很有名，可以命刘齐贤抓几只。高宗答：“刘齐贤难道是捕鹞人吗？你为什么这样看待他？”拒绝了。为了避太子李贤讳，刘齐贤改名刘景先。高宗年间，刘景先曾任朝散大夫守给事中。
仪凤三年（678年）九月，吐蕃入寇，工部尚书刘审礼率军迎战，大败阵亡。唐高宗骇然，召侍臣问御敌之策。中书侍郎郭正一认为应当严格守边，等国库丰盈、人心所向之际可一举灭吐蕃。刘景先和同僚皇甫文亮等也认为应当如此。
四年（679年）八月，以给事中兼修国史。
永淳元年（682年）十月，时任黃門侍郎兼修国史的刘景先被授同中書門下平章事，为实质宰相。从此两省长官及其他官没做到三省最高长官就拜相的，都称同中书门下平章事。二年（683年）十一月，高宗病重，命太子李哲（李贤于680年被废）监国，由刘景先、侍中裴炎、郭正一兼東宮同平章事辅佐太子。十二月，高宗驾崩，李哲继位，是为唐中宗，实权大部掌握在摄政的武太后手中。

## 武后摄政年间
当月，刘景先代裴炎任侍中，又与皇叔祖霍王李元轨等知山陵葬事，刘景先服李元轨熟识故事，常对人说：“霍王不是我等能及的。”不久，中宗表现出独立行权的意图，被武后所废，武后改立其弟豫王李旦，就是唐睿宗，她自己则越发掌握了朝廷政权。裴炎数次建议武后还政睿宗，武后很生气。九月英国公柳州司马李敬业打着重树皇权旗号的叛乱爆发后，裴炎再次提出靠还政来平息叛乱，武后指控他谋反并将他下狱。裴炎下狱受审期间，很多官员为他说情。刘景先和凤阁侍郎胡元範、左卫率蒋俨等也在其中，胡元范说：“裴炎是于国有功的社稷忠臣，天下都知道他小心侍奉皇上，我们可以保证他没有谋反。”武后答：“已经有他谋反的证据了，你们不知道。”刘景先和胡元范便说：“如果裴炎谋反，那么我们也谋反了。”武后又答：“我知道裴炎谋反了，你们没有。”但不久，武后就罔顾自己先前的说法，把刘景先和胡元範也逮捕了。裴炎被处决，刘景先几度遭贬，先被贬为普州刺史，还未到任，又历贬辰州刺史、吉州员外长史。永昌元年（689年），武后手下酷吏指控刘景先有罪，再次逮捕了他。刘景先自缢死，财产被没收。
刘景先与父亲、祖父三代都任两省侍郎、典选，他的叔父吏部郎中劉应道、堂弟礼部侍郎劉令植等八人先后后任吏部郎中员外，从唐朝开国以来，实在罕有能和他这一家相比的。
唐德宗建中三年（782年），刘景先被追赠为太子太保，并绘图凌烟阁。